# 轉生就是劍
《轉生就是劍》，簡稱「轉劍」，是棚架悠（棚架ユウ）撰寫的日本輕小說。2015年10月起於成為小說家吧連載；2016年7月起經微雜誌社發行文庫版，由LLO擔綱插畫。
改編漫畫由2016年12月9日起於幻冬舍旗下的免費漫畫網站「數位Birz」上連載，漫畫家是；由2019年1月15日發表的第25話後篇起改於新網站「Comic Boost」上連載。外傳漫畫轉生就是劍 Another Wish於電子漫畫雜誌Comic Ride2020年6月號開始連載，漫畫家是。改編電視動畫第1季於2022年10月至12月播放，第2季預定於2026年播出。

## 角色列表
角色譯名皆以台灣角川出版的繁體中文版為準。聲優順序為廣播劇CD／電視動畫，僅有一人者為電視動畫的聲優。

### 主要角色
師父（聲：日野聰／三木真一郎）
本作主角。身為人類的他在地球因拯救小孩死於交通意外後，靈魂被冥界女神轉移到異世界，之後混沌女神封印他的記憶並使其寄宿至劍中。擁有吸收魔石的能力。後證實是銀月、混沌、冥界、智慧、劍五柱神的眷屬。劍的前身為廢棄神劍「智慧劍．基路伯」，劍內除了自己外，還存有神狼芬里厄、播報員小姐兩個意識。芙蘭進化為「黑天虎」後被混沌女神施加了限定裝備者的詛咒。
在哥布林迷宮殺死了上位惡魔並吸收其體內的魔石後獲得「技能掠奪」，之後用「技能掠奪」奪去了奧古斯特·安薩多的「謊言真理」。
十分溺愛芙蘭，並把她視作自己的女兒般疼愛。
廚藝高超，平時負責芙蘭與烏魯西的伙食。
師父被選中為主人格的原因之一是因為他是地球人，不會受到邪神的支配。另一個重要原因是他是一名御宅族。
另外據芬里厄所言，要滿足成為劍的主人格共有三個條件：具備一定程度的良知的普通人、無特定的宗教觀、能在某個程度適應異世界。
在生前曾飼養名為芙蘭的雌性家犬。
芬里厄（聲：井上和彥）
銀月女神的眷屬，師父吸收魔石能力的來源。原本是銀月女神為了吞噬邪神碎片而創造的S級神獸，在吞噬了四塊邪神的碎片後，受到邪神的碎片影響下失控，在魔狼平原與因被逼廢棄「智慧劍．基路伯」而自暴自棄的神劍鑄造師埃爾梅拉激戰，之後在銀月、混沌、冥界三名女神的介入下停戰。為了淨化被邪神的碎片侵蝕的靈魂，其身體被封印在魔狼平原中心的地底深處，而意識則被分離封印在師父之內。師父轉生異世界後第一個交談的對象。錫德蘭海國一戰中，因封印邪神的碎片的力量被吸去一部分的緣故再度出現，讓師父釋放出巨大的閃光，重創了錫德蘭海國國王蘇亞雷斯的海龍。
播報員小姐（聲：藤井幸代）
與芬里厄一同寄宿在師父內部的意識之一。真正身份是廢棄神劍「智慧劍·基路伯」。
芙蘭（聲：水瀨祈／加隈亞衣）
本作女主角，黑猫族少女。12歲。職業為「魔劍士」→「魔導戰士」→ 「劍王」→ 「守護劍王」。個性好戰。喜歡吃師父製作的咖哩。由於四年前被藍貓族出賣淪為奴隸，因此渴望自由以及十分痛恨藍貓族與非法奴隸商人。
在哥布林迷宮獲得「技能掠奪」，之後用「技能掠奪」奪去了奧古斯特·安薩多的等級四的「宮廷禮儀」。
在3000年後以「黑神帝」之名作為黑貓族中興之祖流芳百世。
烏魯西（聲：後藤弘樹）
在芙蘭於亞壘沙的「蜘蛛迷宮」出現危機時，由師父召喚的縞瑪瑙狼，雄性。神狼芬里厄的眷屬，一出生就持有技能的特殊個體，被師父命名後進化為漆黑魔狼。能自由改變大小、潛入影子中。是師父與芙蘭不可或缺的夥伴，喜歡吃辣的食物。在師父回到魔狼平原進行維護修復期間，對自己的弱小感到悔恨，以孤獨為代價，在芬里厄的祝福下，進化為獨一無二的「諸神黃昏狼」。
在3000年後遺下了許多子嗣。

### 克蘭澤爾王國
故事開始的舞台，與北方的雷鐸斯王國關係惡劣，屢次受到對方的侵略。傳說中S級神獸芬里厄的臨終之地，同時也是A級魔境—「魔狼平原」也位於該國境內。在後日談中由於雷鐸斯王國解體而獲得該國原有的部分土地。

#### 王都
維索拉·布雷德·克蘭澤爾
克蘭澤爾王國的現任國王。在後日談中在國際會議上投下的贊成票把雷鐸斯王國解體。
路加·穆夫爾
克蘭澤爾王國的親衛隊總長。
維納利亞·凱爾·亞修特納
66歲，爵位為候爵。實際上是廢棄神劍「狂信劍．狂熱者」的傀儡。在廢棄神劍「狂信劍．狂熱者」的命令下對自己派系成員的子弟進行實驗，前亞壘沙騎士團的副團長奧古斯特·安薩多也是其中一員。後證實與雷鐸斯王國暗中勾結進行黑市奴隸買賣。
狂熱者
迪奧尼斯鍛造的廢棄神劍，稱號為「狂信劍」。極少數的智慧武器，自稱「我們」，劍內有男女老少在內各式各樣人格。被神劍鑄造師艾莉絲迪亞評價為「會移動的災厄」。在多年前與廢棄神劍「聖靈劍·天啓者」交戰時雙方劍身被毀，在機緣巧合之下遇上克蘭澤爾王國的亞修特納侯爵，把他變成自己的傀儡，之後作為實驗把部分技能賜予包括奧古斯特·安薩多在內的亞修特納派系成員的子弟。魔劍掠奪事件的真正主謀，為了修復損毀的劍身而命令亞修特納派系成員的子弟大肆掠奪魔劍，並指使傀儡亞修特納侯爵製造衝突，以便發動對菲利亞斯王國的戰爭，務求獲得其兄弟劍「魔王劍．迪亞伯洛斯」以修復自己。之後在克蘭澤爾王國的首都引發動亂，卻被師父、芙蘭、阿斯萊斯阻撓，最後被師父吞噬而徹底消滅。
艾絲梅拉露達
克蘭澤爾王國的諜報部門前任首領，前A級冒險者。有「座陣」之稱。原本在20年前退休，卻由於阿修德納的叛亂而復出。被師父評價為絕對不能與之為敵的存在。

#### 亞壘沙
位於克蘭澤爾王國北部的城市，與雷鐸斯王國接壤，因此經常受到雷鐸斯王國侵略。在一年前奧古斯特·安薩多出任騎士團副團長後，屢次與冒險者衝突，因而造成冒險者與騎士團的不和。直至奧古斯特·安薩多被冒險者公會秘密逮捕押送回本家後，以奧古斯特·安薩多為首的騎士團敗類也被騎士團的團長烏爾斯肅清後，冒險者與騎士團的衝突才宣告結束。

##### 冒險者公會
克林姆（聲：羽多野涉）
男性木精靈，136歲，亞壘沙的冒險者公會的會長。職業為「大元素使」。有「亞壘沙的守護神」、「災厄」之稱。持有獨有技能「元素恩寵」。體內封印了風之大精靈。由於芙蘭的冒險者等級以驚人的速度迅速攀升，而被部分人視作喜歡小女孩的變態，同時也成為了壓力有增無減的苦勞人。
多納多隆多（聲：稻田徹）
男性鬼人族，46歲，職業為「大戰士」的C級冒險者。芙蘭冒險者考試時的考官。為了培育後進，而在十五年前起擔任教官。與兇惡的外表相反，其實是一個照顧後輩的好人。由於亞壘沙大半B~C級的冒險者也是由他培育的，因此廣受冒險者們的尊敬。
妮爾（聲：大久保瑠美）
亞壘沙的冒險者公會的接待員，戴著眼鏡，平時在台前都面帶微笑，內心壓力極大。個性腹黑。與芙蘭十分要好。在旅館向芙蘭講解有關包括十柱神在內眾神的知識。

##### 冒險者
阿曼達（聲：根谷美智子／小清水亞美）
女性半精靈，58歲，職業為「狂風鬥士」→「神鞭士」的A級冒險者。武器為「天龍鬚的魔鞭」。十分喜愛小孩並且有超寵溺小孩的一面，有「鬼子母神」的異名以及「孩童守護者」的稱號。在亞壘沙經營孤兒院已超過三十年，其中有約五百名居民就是在她的孤兒院中長大，芙蘭的父母基南和芙拉梅亞也是其中的兩人，所以也是芙蘭的義祖母。在「哥布林亂竄」時正在率領部分D、E冒險者調查「魔狼平原」而未能參與討伐戰。在「蜘蛛迷宮」中得知師傅是智能武器，雖然為此對師父感到嫉妒，但也願意幫他保密。
丹姆（聲：北澤洋）
男性赤犬族，27歲，職業為「戰士」。前傭兵，由於戰敗而轉行當冒險者。對黑貓族十分鄙視。在冒險者公會手持武器襲擊妮爾，其後與部下一同被剛成為冒險者的芙蘭擊敗，本人更被對方斬斷雙腿，之後被妮爾威脅必須支付弄髒公會地板的清潔費後才會考慮為其治療。
在動畫中沒有交代名字，僅以「赤犬族」的名義表示。
尤斯塔斯（聲：鹽見宗真）
男性冒險者，職業為「魔術師」。與莉莉和克瑞爾被哥布林圍攻時被芙蘭所救。
莉莉（聲：佐藤惠 (聲優)）
女性冒險者，職業為「弓兵」。與尤斯塔斯和克瑞爾被哥布林圍攻時被芙蘭所救。
克瑞爾（聲：內野孝聰）
男性冒險者，職業為「戰士」。與莉莉和尤斯塔斯被哥布林圍攻時被芙蘭所救。
埃勒本特（聲：山本祥太）
男性矮人，職業為「戰士」的D級冒險者。
弗利昂（聲：北澤洋）
男性木精靈，49歲，職業為「元素使」。克林姆之侄，E級冒險者隊伍「樹海之眼」的隊長，同時也是公會職員。在冒險者升級考試中擔任臥底調查員。
塔路亞（聲：木村雅史）
與弗利昂簽訂從魔契約的守護精靈。
克魯斯·呂澤爾（聲：加瀨康之）
28歲，職業為「瞬劍士」→「狂劍士」。 C級冒險者隊伍「蔚藍守衛者」的隊長。外表是一名留有金色短髮的美男子。個性正直。在冒險者升級考試中擔任考官。
埃賽爾（聲：田村真）
職業為「盜賊」。C級冒險者隊伍「蔚藍守衛者」的隊員。擅長解除陷阱。
利格（聲：大野智敬）
職業為「水魔術師」。C級冒險者隊伍「蔚藍守衛者」的隊員。
克拉多（聲：山口智廣）
23歲，職業為「戰士」的E級冒險者。E級隊伍「龍之咆哮」的隊長。典型的不良青年，個性驕傲自大，說話口沒遮攔。在「哥布林亂竄」時正在跟隨阿曼達調查魔狼平原，因此當初不知道芙蘭的實力，以為芙蘭是靠關係升級成D級冒險者。在升級考試中屢次刁難芙蘭，卻在模擬戰中被芙蘭輕易擊敗。在「蜘蛛迷宮」中見識到芙蘭的實力與被芙蘭所救後而對芙蘭改觀。事後被考官克魯斯評定為不合格。
巴爾茲（聲：手塚弘道）
職業為「戰士」的E級冒險者。E級隊伍「龍之咆哮」的隊員。在「蜘蛛迷宮」中了混亂毒後不慎誤觸轉移陷阱而連累芙蘭陷入險境。事後被考官克魯斯評定為不合格。
維克托（聲：中島卓也）
職業為「戰士」的E級冒險者。E級隊伍「龍之咆哮」的隊員。在「蜘蛛迷宮」中了混亂毒後不慎誤觸轉移陷阱而連累芙蘭陷入險境。事後被考官克魯斯評定為不合格。
根納（聲：宮下榮治）
職業為「戰士」的E級冒險者。E級隊伍「龍之咆哮」的隊員。在「蜘蛛迷宮」中毒時被芙蘭施放的解毒魔法所救。事後被考官克魯斯評定為不合格。

##### 死靈魔術研究所
讓恩·杜比（聲：柿原徹也／內田雄馬）
男性魔族，49歲，職業為「冥導師」的B級冒險者。其言行舉止帶有濃厚的中二病風格，喜歡不死族。與外貌相反其實是重視眷屬的好人。在與雷鐸斯王國的戰爭中，把敵方戰死的士兵轉化為不死族大軍。因此獲得「皆殺」的稱號。是雷鐸斯王國最忌諱的人。持有獨特技能「魂魄眼」，因而識破師父是「智能武器」。真正身份是魔國的王子，為魔國現任女王吉恩·杜比的第八個兒子，也是魔國預定的下任國王。持有自某個地下城獲得的法杖「冥王祝福」，由於其副作用十分強烈，因此不到緊急關頭時絕不動用。
貝納多
侍奉讓恩的骷髏。十分膽小。
安迪
與讓恩簽訂契約的骷髏飛龍。運送芙蘭與主人讓恩前往浮遊城時受到重創，在到達浮遊城後因損傷過重無法修復，最後由讓恩以「昇天術」超渡。
塞爾坎
讓恩的從魔，擁有解除陷阱和使到陷阱失效的能力。
史提芬
讓恩的部下。

##### 騎士團
烏爾斯
亞壘沙騎士團的團長。出生於亞壘沙。個性正直。實力足以與多納多隆多匹敵。
奧古斯特·安薩多（聲：青山穰）
29歲，職業為「戰士」。亞壘沙騎士團的前副團長，同時也是歐梅斯伯爵之子，爵位為子爵。個性庸俗、貪得無厭。擁有與能力值不相符的等級，原因是與實力強大的騎士團成員組隊攻略地下城，在隊友戰鬥時自己則悠閒地品嚐餐點，再加上從不鍛鍊自己，什麼事都不做，躺著就能升等，被芙蘭稱之為「雜魚副團長」。在一年前以重金買下了副團長之位，上任後與冒險者衝突不斷，並與雷鐸斯王國暗中勾結，犯下走私等罪行。在「哥布林亂竄」後以私吞魔物的魔石之名威脅芙蘭，同時還企圖霸佔該魔石，但反而被師父與芙蘭分別盜走了技能「謊言真理」與「宮廷禮儀」。失去了技能後，因缺乏「宮廷禮儀」而在王族面前做出失禮行為，此行為激怒了自己的父親，遭到自己的父親軟禁，且被各種事情逼得走投無路。其後為了向芙蘭報復，盜取了本家的龐大資金逃亡，更被藍貓族的古蘭欺騙，心甘情願替對方出資添置裝備。在古蘭被芙蘭殺死後，被克林姆帶回本家。後證實他是廢棄神劍「狂信劍．法納迪克斯」的實驗品，其技能「謊言真理」也是由「狂熱者」授予。

##### 其他
藍德爾（聲：手塚弘道）
39歲，職業為「商人」。因被哥布林圍攻時被師父與芙蘭所救和本身無種族階級想法，對身為救命恩人的的芙蘭相當友好，並對芙蘭初步講解有關魔獸與冒險者的知識。
德爾托（聲：真木駿一）
亞壘沙的門衛。芙蘭進入亞壘沙時第一個交談的對象。因無種族階級想法，對黑貓族出身的芙蘭相當友好，並初步介紹相關冒險及城鎮知識。
格爾斯（聲：辻親八）
男性矮人族，82歲。職業為「魔法鍛造師」。持有獨特技能「神眼」，因想為冒險者付出心力流浪各國，用低廉實惠的價格打造裝備而被不肖商人覬覦，在公會見識到芙蘭後，識破師父是「智能武器」。師父的劍鞘與芙蘭的專用裝備「黑貓系列」的鍛造者。真正身份是矮人女王的女婿。
盧夫斯（聲：真木駿一）
41歲，腕力150，職業為「商人」。「劍齒虎雜貨店」的店主。阿曼達的養子之一，在阿曼達經營的孤兒院長大。以前是冒險者，在三年前引退成為雜貨店店主，店內的劍齒虎頭部標本就是其冒險者時期的戰利品。由於店內陳設的虎頭標本的緣故，因而經常被人誤會本人所經營的雜貨店是一間武器店。
歐梅斯
奧古斯特·安薩多的父親，爵位為伯爵。為亞修特納的派系成員。在兒子奧古斯特因失去技能變得失常並盜走龐大資金離家出走後，暗中委託克林姆把奧古斯特帶回家。後證實與雷鐸斯王國暗中勾結進行黑市奴隸買賣。
古蘭（聲：白鳥哲）
男性藍貓族。個性卑劣，十分蔑視黑貓族。欺騙精神失常的奧古斯特為自己添置裝備，企圖把芙蘭賣作奴隸卻反被對方削成人棍，最後被刺穿咽喉而死。其持有的幻輝石長劍也成為芙蘭的戰利品。
澤諾斯·阿姆克蘭澤
亞壘沙的領主，克蘭澤爾王國王族的旁支。

#### 巴博拉

##### 克萊斯頓侯爵家
羅德斯·克萊斯頓
巴博拉的領主，爵位為侯爵。個性精明。深受居民的好評。深知次子布魯克與三子溫特並非合適的繼承人，因此把二人排除在繼承人之外。
菲利普·克萊斯頓
巴博拉領主克萊斯頓侯爵的長子，巴博拉騎士團的團長，同時也是下任的巴博拉領主。個性耿直。實力與多納多隆多之上。
布魯克·克萊斯頓
巴博拉領主克萊斯頓侯爵的次子。個性卑劣，私吞孤兒院的補助金。因蔑視平民而早已被父親排除繼承人之列。與澤萊瑟等人狼狽為奸。企圖發動政變殺害大哥篡位卻反被芙蘭等人阻撓而失敗。
溫特·克萊斯頓
巴博拉領主克萊斯頓侯爵的三子。早已被父親排除繼承人之列。

##### 冒險者公會
加姆多
男性矮人族，77歲，職業為「擊墜鬥士」的前A級冒險者。有「墜龍」之稱。巴博拉的冒險者公會會長。
尤金
男性蜂型半蟲人，62歲，職業為「鍊金導師」。巴博拉的冒險者公會的專屬鍊金術士。過去由於弟子澤萊瑟的惡行而被逐出鍊金術公會。之後獲冒險者公會聘請成為專屬鍊金術士。

##### 冒險者
弗倫德·阿儂庫爾（聲：岩澤俊樹）
39歲，職業為「天劍士」的A級冒險者。有「百劍」之稱。持有獨有技能「劍神的寵愛」。
科爾伯特
38歲，職業為「鋼拳士」的B級冒險者。有「鐵爪」之稱。實力與多納多隆多之上。迪米特里斯流派的武術家，平時配戴「封印珠」限制自身的實力。
夏綠蒂
16歲，職業為「戰舞士」的E級冒險者，以兩個魔鋼戰環為武器的銀髮女性舞者。巴博拉孤兒院出身。由於擁有驅除邪氣的能力，因而被身為邪人的燐佛德視為眼中釘。
茱蒂絲
20歲，職業為「戰士」。D級冒險者隊伍「緋紅少女」的隊長。外表是一名留有藍色長髮的女性。商人家庭出身，從小跟隨父親經商，持有基本的買賣與料理技能。在小隊中負責煮飯。
美雅
女性赤犬族，19歲，職業為「盜賊」。D級冒險者隊伍「緋紅少女」的隊員。外表是一名留有紅色鮑伯頭的女性。在小隊中負責處理庶務（採購食材、管理消耗品和裝備）。
莉狄亞
18歲，職業為「魔法師」。D級冒險者隊伍「緋紅少女」的隊員。外表是一名留有黑色長髮、白皮膚的女性。在小隊中負責管理帳目。

##### 其他
費爾姆斯
63歲，職業為「魔絲操線士」前A級冒險者。有「龍狩」之稱。「龍膳屋」餐廳的店主。
倫吉爾
露西爾商會所屬運輸船的船長。
伊俄
34歲，職業為「保育士」。孤兒院的院長。持有獨有技能「食神的祝福」。廚藝高超，在往年的巴博拉美食大賽中名列前茅。
索夫、坦尼爾、阿爾媞
原本是被黑市奴隸商人拐賣的小孩，後被芙蘭救出。

#### 烏魯木特
迪亞斯
71歲，職業是「幻奇術士」的A級冒險者。有「龍轉」之稱。烏魯木特冒險者公會的會長。
巴迪什
47歲。自稱艾爾莎。外表是一個渾身肌肉身穿女裝的男性。雙性戀者，既喜歡男性同時也喜愛女性。
維薊特·奧勒爾
男性白犬族。前B級冒險者。
露米娜
女性黑貓族。是少數進化成「黑虎」的黑貓族，至少有500歲以上。烏魯木特地下城的城主，混沌女神的眷屬。與迪亞斯和維薊特相熟。
索拉斯
男性半魔族，30歲。外表和善的他實際上卻是一個殺害多名冒險者並搶奪他人財物的犯罪者。在烏魯木特地下城企圖襲擊芙蘭卻反被對方擊敗而一度被捕，之後在同黨的幫助下逃獄並企圖向芙蘭報復，最後被芙蘭殺死。
賽爾迪歐·雷賽布
爵位為子爵。A級冒險者，可是其實力只有C級冒險者的程度。亞修特納與妾侍所生的兒子。在廢棄神劍「狂信劍．狂熱者」的命令下大肆掠奪魔劍，在烏魯木特城門企圖奪取師父時反被芙蘭教訓，最後聯同索拉斯向芙蘭報復時被芙蘭殺死。
達盧姆
索拉斯的同黨，與索拉斯和賽爾迪歐襲擊芙蘭失敗後被芙蘭殺死。

### 雷鐸斯王國
本作中的主要敵對國。本身是以對外發動侵略戰爭為國策的霸權國家，透過洗腦教育把國民變成沒有自我意志的棋子。境內共有4塊邪神碎片。持有神劍「戰騎劍·查理奧特」，由於神劍的副作用，歷代國王的年齡活不過40歲。由於國王在十年前逝世，以致王位處於懸空狀態。現時實權掌握於四方公爵手中，而四方公爵各自擁立一名王子。過去曾經強逼冒險者參戰因而被冒險者們憎恨，以致冒險者全數離開、冒險者公會也悉數撤走，也因此成為目前世界上唯一沒有冒險者的國家；由於冒險者的離去，在十年間雷鐸斯王國境內的魔獸災情暴增，最終導致與克蘭澤爾王國的戰爭中慘敗。曾對許多“無名”的孩童進行人體實驗。且該國重用藍貓族，以及公然進行黑市奴隸買賣。再加上四方公爵對外不斷對鄰國進行侵略，因而遭受別國人民的廣泛怨恨，更被部分人稱為「極惡非道之國」。
﹙WEB﹚結局時交代已不復存在，被稱作「雷鐸斯地區」。在後日談中進一步交代由於雷鐸斯王國包括四方公爵在內的高層利用了被封印的邪神碎片進行侵略並犯下了無數惡行，受到被侵略的鄰國所厭惡。在某次的國際會議中，在包括雷鐸斯王國的現任國王卡雷特所投下的贊成票的情況下，最終一致通過決定把雷鐸斯王國解體，大部分的土地分別由曾被雷鐸斯王國侵略的克蘭澤爾王國、菲利亞斯王國、貝里昂斯王國管理。

#### 王族
卡雷特
雷鐸斯王國的末任國王，亦是故事開始四方公爵擁立的其中一名王子之一，是一名小男孩。神劍「戰騎劍·查理奧特」的持有者。由於持續使用神劍的副作用，身體開始被轉化為機器。在後日談中在國際會議上投下的贊成票把雷鐸斯王國解體。
卡娜
芙蘭從庫蘭爾王國前往貝里昂斯王國途中遇見的少女。表面身份是莫利商會的千金，真正身份是雷鐸斯王國的公主。不久正式入學成為魔術學校的學生。

#### 四方公爵
管轄雷鐸斯王國邊境的四名公爵。由於除北征公以外的三名公爵對內爭權奪利，對外則玩弄陰謀詭計，並且不斷發動侵略戰爭。因此導致雷鐸斯王國劣評如潮。
巴魯馮
四方公爵中的「東征公」。被稱為「東方的狂人」。導致雷鐸斯王國劣評如潮的元兇之一。正在侵略貝里昂斯王國。因實驗的緣故失去肉體，而與拉蘭芙露拉共用一個身體。
西裘拉魯特
四方公爵中的「南征公」。被稱為「南方的豬」。導致雷鐸斯王國劣評如潮的元兇之一。外表是一名身型巨大、肥胖的中年男性。由於屢次侵略克蘭澤爾王國卻總是被讓恩撃敗，因此發言權在四方公爵中也屬最低。人體實驗的幕後黑手。
「西征公」
四方公爵中的「西征公」，真名未公佈。導致雷鐸斯王國劣評如潮的元兇之一。正在侵略菲利亞斯王國。四方公爵中最富裕的一員。
「北征公」
四方公爵中的「北征公」，真名未公佈。四方公爵中最正直的一員，具有武將風範，討厭陰謀詭計，因此與其他四方公爵關係惡劣。大量收購黑貓族奴隸的原因是為了保護黑貓族。

#### 赤劍騎士團
雷鐸斯王國為了在冒險者撤離後應對魔獸而成立的騎士團，獨立於四方公爵之外，不受四方公爵管轄。
西比拉
「赤劍騎士團」的團長，聖母的親生女兒。討厭除「北征公」以外的四方公爵。過去曾經是「南征公」西裘拉魯特主導的的人體實驗對象之一，後被當時的「赤劍騎士團」團長阿波羅尼亞斯收養並命名。
阿波羅尼亞斯
「赤劍騎士團」的前任團長，西比拉的養父。收養並給予西比拉名字，因此被西比拉視作大恩人。死後被改造為不死者，在芙蘭的幫助下成功擺脫控制。在拉蘭芙露拉死後，自願被讓恩超渡而消失。

#### 紅旗騎士團
蒂安奴
紅旗騎士團的團員，卡娜的護衛。討厭冒險者。
謝菈
紅旗騎士團的團員，卡娜的護衛。

#### 血死騎士團
蘿莎
「血死騎士團」的團長。對現任國王卡雷特十分忠心。

#### 超人軍團
隸屬「東征公」巴魯馮麾下的精銳部隊。
拉蘭芙露拉
雷鐸斯王國的超人將軍。外表是一名留有紫色頭髮的少女。出生於克蘭澤爾王國，在6歲時父母被領主殺害，本人被與領主勾結的非法奴隸商人當作黑市奴隸販賣到雷鐸斯王國，因此十分憎恨克蘭澤爾王國。後來被澤萊瑟移植奇美拉的「魔魂之源」。最後被芙蘭、弗倫德等人聯手殺死。

#### 黑骸軍團
隸屬「南征公」西裘拉魯特麾下，全數由不死者組成的精銳部隊。
無名
「南征公」西裘拉魯特麾下「黑骸軍團」的第一席，原本是由空中迷宮被芙蘭所消滅的巫妖遺下的怨念所產生的不死者。最後被芙蘭消滅。
查德曼
「南征公」西裘拉魯特麾下「黑骸軍團」的第八席。
聖母
「南征公」西裘拉魯特麾下「黑骸軍團」成員，西比拉的親生母親。原本是被稱為「聖女」的神劍鑄造師，死後遺體被雷鐸斯王國奪走，更被改造為不死者，在芙蘭的幫助下成功擺脫控制。最後為了拯救西比拉而犧牲，靈魂則被讓恩超渡。

#### 其他
澤萊瑟（聲：齋賀光希）
男性半魔族，受僱於雷鐸斯王國的鍊金術師。擅長製造魔石武器（因此擁有吸收魔石能力的師父是他的天敵）。相貌俊美，個性瘋狂、卑劣、視人命如草芥。巴博拉著名鍊金術士尤金的弟子，導致師父被逐出鍊金術士公會的元兇。巴博拉一役後被芙蘭和阿曼達列為格殺對象之一。最後被來自平行世界的自己所化成的「魔劍澤萊瑟」所殺。
魔劍澤萊瑟
來自平行世界的澤萊瑟，後化成智慧武器，與「無名」合謀殺死另一個自己。最後在雷鐸斯王國與克蘭澤爾王國的戰爭中，劍身被修拉所毀，最後劍身連同意識被師父所吞噬，無法復活。
沙路託．奧蘭迪
福特與薩蒂雅的護衛。實際上是雷鐸斯王國的「西征公」派遣的間諜，十多年前潛入菲利亞斯王國。在錫德蘭海國被師父識破真正身份，右腳被芙蘭斬斷後被捕。之後被福特的守護惡魔以各種酷刑拷問。
嘉路迪
雷鐸斯王國派遣到錫德蘭海國的使節。商人出身，從事奴隸買賣。個性陰險且卑劣。最後被福特與薩蒂雅的契約惡魔所殺。
迪利克．威斯頓
雷鐸斯王國的「西征公」的心腹，同時也是「西征公」麾下諜報機關的高層，以傳說特工之名聞名於世。

### 菲利亞斯王國
持有神劍「魔王劍．迪亞伯洛斯」的國家，與東方的雷鐸斯王國關係惡劣。在後日談中由於雷鐸斯王國解體而獲得該國原有的部分土地。
路西夫·菲利亞斯
菲利亞斯王國的王子，福特和薩蒂雅的哥哥。神劍「魔王劍·迪亞伯洛斯」的持有者。
地獄之王亞斯莫迪
神劍「魔王劍．迪亞伯洛斯」的惡魔之一，路西夫的守護惡魔。
福特·菲利亞斯
菲利亞斯王國的王子，菲利亞斯王國的第六王位繼承人，薩蒂雅的雙胞胎哥哥。在巴博拉幾乎被販賣作奴隸時被芙蘭所救，因而與芙蘭成為朋友。
龍魔公爵夫尼
神劍「魔王劍．迪亞伯洛斯」的惡魔之一，福特的守護惡魔。
薩蒂雅·菲利亞斯
菲利亞斯王國的公主，菲利亞斯王國的第七王位繼承人，福特的雙胞胎妹妹。在巴博拉幾乎被販賣作奴隸時被芙蘭所救，因而與芙蘭成為朋友。
毒霧的貴婦羅諾維
神劍「魔王劍．迪亞伯洛斯」的惡魔之一，薩蒂雅的守護惡魔。
席里德・迪尼亞斯
福特與薩蒂雅的侍從。對二人忠心不二。相當提防沙路託，當初以為芙蘭是雷鐸斯間諜而用惡劣的態度對待對方，曾一度差點遭到沙路託殺害，後來與芙蘭一同揭發沙路託的真面目。

### 錫德蘭海國
由一群海盜建立的國家，持有由與初代國王馴服的水龍牽引的巨大戰艦「水龍艦」。在前國王蘇亞雷斯執政時期曾經是黑市奴隸商人販賣黑市奴隸的中轉站。由於前國王蘇亞雷斯對內實施橫徵暴斂、禁止漁民捕魚等暴政，對外則勾結野心勃勃的雷鐸斯王國而激發民變；最終蘇亞雷斯被推翻，深受國民愛戴的第一公主賽麗梅爾登基成為女王。賽麗梅爾登基後廣施德政，百姓因而安居樂業。

#### 賽麗梅爾派
賽麗梅爾·維爾瑪里約·錫德蘭
錫德蘭海國的女王。原本是錫德蘭海國的海國第一公主。在哥哥蘇亞雷斯在位期間擔任反抗軍的領袖，與惡名昭彰的哥哥蘇亞雷斯相反，深受國民的愛戴。在革命成功後登基成為女王。在位期間被歷史學家維洛·馬格納斯評價為「錫德蘭海國最和平、最繁榮、最強盛的時期」。
沃爾奈特
與賽麗梅爾契約的水龍。
米麗安·錫德蘭
錫德蘭海國的第二公主。20歲，職業是「矛鬥士」。與姐姐賽麗梅爾十分要好，相反與哥哥蘇亞雷斯關係惡劣。實力足以匹敵D級冒險者。非常憎恨堂兄格拉迪歐。在哥哥蘇亞雷斯在位期間追隨其姐姐賽麗梅爾參與反抗軍，在革命中殺死堂兄格拉迪歐後成為其「水龍艦」的新主人。革命結束後幫助芙蘭、福特及薩蒂雅等人前往巴博拉，但為了避免水龍艦在巴博拉引起騷動，因而沒有靠岸。
阿裘斯
原本是與格拉迪歐契約的水龍，在格拉迪歐死後與米麗安簽訂契約。
瑪珥·阿瑪烈洛·錫德蘭
錫德蘭海國的第三公主，蘇亞雷斯、賽麗梅爾、米麗安的妹妹。個性黑白分明，對同伴寬容仁慈，對敵人則苛刻、冷酷。十分崇拜姐姐賽麗梅爾，相反十分討厭哥哥蘇亞雷斯。原本在貝里昂斯王國留學，在賽麗梅爾登基後回到錫德蘭，於尤里烏斯被捕後成為其「水龍艦」的新主人。擅長劍術和魔法，曾以壓倒性實力殺死沃魯亟。
威西卡
原本是與尤里烏斯契約的水龍，在尤里烏斯被捕後與瑪珥簽訂契約。

#### 蘇亞雷斯派
蘇亞雷斯·亞述·錫德蘭
錫德蘭海國的前國王，與雷鐸斯王國暗中勾結，在位期間實施各式各樣的暴政，招致國民的憤怒。在逃亡時乘坐的海龍瓦祿沙被師父釋出的巨大閃光重創，本人則被海浪沖到沙灘上，之後被憤怒的民眾吊起處以投石之刑洩憤。其後一度逃獄並企圖重奪王位，被莫德雷德擊敗後再度被捕，更被芙蘭拷問，重奪王位的計劃也以全面失敗告終。
瓦祿沙
與蘇亞雷斯契約的水龍，在海上被師父釋出的巨大閃光重創。最後被中土巨蛇吞噬。
尤里烏斯
格拉迪歐的父親，蘇亞雷斯、沃爾奈特、米麗安、瑪珥的叔父。是一名野心家，自前前任國王﹙賽麗梅爾的父親﹚在位時期已經覬覦王位。除了耐性過人外，其能力和品格毫無可取之處。在王宮被賽麗梅爾擊敗後成為俘虜。
格拉迪歐
尤里烏斯的兒子。個性好色，曾經試圖強姦年幼時的米麗安未遂。蘇亞雷斯在位期間和父親一同追隨蘇亞雷斯，打算在鎮壓革命後折磨米麗安。最後在王宮被米麗安殺死。
巴爾札
錫德蘭海國的前龍牙戰士團團長，職業是「閃劍士」，擁有「黑牙」之稱，是個戰鬥狂，渴望與強者戰鬥。魔劍「吸魂者」的持有者。表面上聽命於國王蘇亞雷斯，實則瞧不起他。在王宮與芙蘭決戰時，其持有的「吸魂者」被師父釋出的巨大閃光毀掉，最後被芙蘭殺死，臨死前認可了芙蘭的實力，含笑而亡。
德懷特
錫德蘭海國的前海軍提督，蘇亞雷斯的心腹。透過賄賂當上海軍提督。最後被芙蘭一劍斬死。
巴亟斯
巴爾札的弟子，曾協助倒台的蘇亞雷斯逃獄。最後被莫德雷德殺死。
沃魯亟
巴爾札的弟子，巴亟斯的弟弟。曾協助倒台的蘇亞雷斯逃獄。最後被瑪珥殺死。

### 獸人國
由獸人統治的國家。在500年前由於當時的公主繆蕾莉亞觸犯禁忌擅自解開邪神碎片的封印，導致黑貓族全族受到「禁止進化」的神罰，並且失去了王族的地位，同時也導致黑貓族在500年間長期受到其他種族的逼害，甚至公然透過黑市奴隸買賣來迫害黑貓族；直到現任的獸王利格迪斯登基後，才廢除一切對黑貓族不公平的法例，並禁止境內進行黑市奴隸買賣。

#### 王族
利格迪斯·那羅希摩
男性紅貓族。38歲。現任獸人國的國王，梅亞的父親。職業為「槍王」的S級冒險者。個性好戰、不拘小節。殺死了苛刻對待包括自己師父琪雅拉在內所有黑貓族的父王而奪位，並廢除了長年以來歧視黑貓族的暴政。由於冒險者出身的緣故而以國王的身份給予冒險者公會許多方便，因此受到冒險者們的愛戴。為了防止女兒米亞心靈上的死亡，一方面故意安排同為紅貓族的賽蕾妮扮演米亞，以傳統的公主形象示人；另一方面則派遣「王宮女侍」中的菁英克伊娜貼身保護真正的米亞，讓其自由自在地在外生活。為了取締違法販賣黑市奴隸的傭兵團「藍色驕傲」而到訪烏魯木特。
妮米亞·那羅希摩
女性紅貓族，15歲。D級冒險者。暱稱為米亞。獸人國的公主，同時也是現任獸王利格迪斯的獨生女。繼承父親利格迪斯好戰的一面。外表是一名留有白色短髮的少女。神劍「暴龍劍·林德沃姆」的持有者。
林德
跟隨梅亞的小型龍。真正身份是神劍「暴龍劍．林德沃姆」，擁有自我意識。

#### 王宮女侍
克伊娜
女性灰獏族，29歲。梅亞的侍女。職業為「高階女侍」。負責照顧並監督米亞。實際上是獸人國精銳部隊「王宮女侍」的成員，即使在「王宮女侍」中也是屈指可數的強者。
米亞諾亞
獸人國精銳部隊「王宮女侍」的成員，克伊娜的後輩。

#### 藍色驕傲
由藍貓族組成的傭兵團。背後卻違法進行黑市奴隸買賣。最後除了對此事毫不知情的團長傑弗米特外，其他參與販賣黑市奴隸的幹部全數被利格迪斯逮捕。傭兵團也因此解散。
傑弗米特
男性藍貓族，36歲。職業為「瞬撃劍士」。傭兵團「藍色驕傲」的團長。與其他藍貓族不同，個性十分耿直，認為藍貓族需要改變。是芙蘭第一個稱為「朋友」的藍貓族。對團內幹部參與販賣黑市奴隸一事毫不知情。藍色驕傲解散後，成為利格迪斯的侍衛。
塞倫
女性藍貓族，傑弗米特的妹妹。傭兵團「藍色驕傲」的副團長。與被團內幹部刻意培養成耿直性格的傑弗米特不同，被團員以一般藍貓族的方式培養，因此十分輕蔑黑貓族，也有參與販賣黑市奴隸。後因違法販賣奴隸罪行曝光被利格迪斯逮捕。
塞內克
男性藍貓族。傭兵團「藍色驕傲」的顧問。黑市奴隸買賣的主導者。曾被琪亞拉斬斷尾巴而被別人嘲笑為無尾。後因違法販賣奴隸罪行曝光被利格迪斯逮捕。
托多
男性藍貓族。傭兵團「藍色驕傲」的顧問。黑市奴隸買賣的主導者。後因違法販賣奴隸罪行曝光被利格迪斯逮捕。

#### 其他
琪亞拉
女性黑貓族，已故，享年68歲。現任獸王利格迪斯的師父。
古德韃魯法
男性白犀族，44歲。職業為「斷斧鬥士」的A級冒險者。利格迪斯的侍衛。
羅伊斯
男性灰兔族，46歲。職業為「傳術師」的A級冒險者。利格迪斯的侍衛。
洛希
男性白鼬族，37歲。職業為「獵魔師」。利格迪斯的侍衛。
賽蕾妮
女性紅貓族。梅亞的替身。在獸王利格迪斯的命令下，以傳統的公主形象示人。

### 貝里昂斯王國
位於大陸東部，與西方的雷鐸斯王國關係惡劣。大陸著名的魔術學校位於該國境內。在後日談中由於雷鐸斯王國解體而獲得該國原有的部分土地。
維納
女性精靈族。魔術學校的校長。實力強悍，擁有擊敗已進化成「黑天虎」的芙蘭、進化成「諸神黃昏狼」的烏魯西、師父的強大實力。曾委託艾莉絲迪亞找尋強悍的冒險者擔任魔術學校的臨時教師。
蕾恩
女性精靈族。維納的妹妹、阿曼達的祖先。

### 矮人國
奧法盧
女性矮人。現任矮人國的女王，格爾斯的岳母。

### 魔國
魔族統治的國家。現任女王為吉恩·杜比。成為王的條件為「與神劍『魔導劍．死靈之書』有良好相性」。
吉恩·杜比
女性魔族，205歲。現任魔國的女王，讓恩的母親。在位至今已有一百年。原本是魔國的第六公主。性格與兒子讓恩相似，其言行舉止同樣帶有濃厚的中二病風格，也喜歡不死族。神劍「魔導劍．死靈之書」的持有者。
多托·杜比
前魔國國王，吉恩的曾祖父，讓恩的高祖父，已故。死後與歷代魔國國王的靈魂一同寄宿在「魔導劍．死靈之書」之內。

### 神明

#### 十柱神
開天辟地之初，創造世界最初的十柱神明。
太陽之神
最初的十柱神之一，司掌太陽。
銀月女神
最初的十柱神之一，司掌月亮，神狼芬里厄的創造者。外表是一名留有金色長髮的女性。當芬里厄因吞噬邪神的碎片失控後，聯同混沌與冥界女神把芬里厄的靈魂與身體分離。把芬里厄的身體封印在魔狼平原中心的地底深處。
大海之神
最初的十柱神之一，司掌海洋。
大地之神
最初的十柱神之一，司掌大地。
火焰之神
最初的十柱神之一，司掌火焰。
風雨之神
最初的十柱神之一，司掌風和雨。
森樹之神
最初的十柱神之一，司掌植物。
獸蟲之神
最初的十柱神之一，司掌包括獸人族與蟲人族在內一切獸族與蟲族。芙蘭專用防具「黑貓系列」名字的賦予者。
冥界女神
最初的十柱神之一，司掌輪迴之環。外表是一名留有黑色長髮的女性。把師父的靈魂從地球轉移至異世界，同時把芬里厄的靈魂從身體分離，並把兩者的靈魂封印在劍中。
混沌女神
最初的十柱神之一，司掌迷宮，為了預防世界停滯不前而給予人類試練借此鍛鍊人類。外表是一名擁有褐色肌膚、留有銀色長髮的女性。師父劍身魔力迴路與系統的製造者，同時也是隱藏了黑貓族進化條件的神明。芙蘭進化為「黑天虎」後，為了保密，對師父施加了限定裝備者的詛咒。

#### 其他神明
在十柱神創造世界後衍生的神。分為有人形與感情的人形神與沒有人形與感情的自然神。
經津主
七十八尊神之一，司掌劍。是眾多神明中唯一有名字的一柱。
鍛造神
七十八尊神之一，司掌鍛造。
智慧神
七十八尊神之一，司掌智慧。
草木神
七十八尊神之一，森樹之神的子神。

### 邪神陣營
邪神
前戰神，後沉溺於力量而墮落為邪神。外表是一名留有黑色長髮，雙馬尾髮型的女性。企圖支配世界並與其他神明相爭卻反被擊敗，屍體也被眾神撕碎。由於仇恨心過重，四分五裂的遺骸中都蘊藏了詛咒，而從中誕生出邪人。
擁有能支配該世界出生的所有人的力量，因此冥界女神才把師父的靈魂從地球轉移到異世界。在狂信劍一戰中，企圖支配師父反而被師父的怒吼嚇怕而瑟縮一角。後來卻對師父猶如一頭家犬般順從。

#### 邪人
燐佛德·勞崙西亞
100歲，職業為「邪術師」。個性卑劣，與澤萊瑟勾結。在芙蘭、阿曼達、弗倫德、科爾伯特、菲利普、桀洛斯里德圍攻下而遭受重創，最後被烏魯西咬斷脖子而死。
桀洛斯里德
38歲，燐佛德的部下。稱號為「狂戰士」。前C級冒險者。典型的戰鬥狂。因在庫洛姆大陸殺害身為委託者的王子而被冒險者公會除名並被通緝。後為了強化自己而背叛燐佛德，企圖殺死燐佛德時卻因被烏魯西搶先擊殺而失敗。對兩度阻撓自己的烏魯西十分氣惱。巴博拉一役後被芙蘭列為格殺對象之一。
呂澤里奧
36歲，職業為「隱槍士」。燐佛德的部下。十分厭惡桀洛斯里德。不希望邪神完全復活，只希望獲得邪神的力量而成為邪人。後被芙蘭擊敗而被俘。
繆蕾莉亞·克利修納
女性黑貓族，稱號為「雷帝」。前A級冒險者。導致黑貓族遭到「禁止進化」神罰的元兇。五百年前原本是獸王國的公主，被父王棒打鴛鴦後，受到邪神的誘惑解開了其中一塊邪神碎片的封印而成為邪人，同時導致神明向黑貓族全族降下「禁止進化」的神罰。

### 神劍鑄造師
埃爾梅拉
師父的前身廢棄神劍「智慧劍·基路伯」；同時也是神劍「探神劍·勘探者」、「魔導劍·死靈之書」的鍛造者。稱號為「屠狼者」。其鍛造的「基路伯」因觸犯禁忌而被逼廢棄時，在自暴自棄的情況下手持「基路伯」與因吞噬邪神碎片而失控的芬里厄交戰，在銀月女神、混沌女神、冥界女神的介入下停戰。在三柱女神的幫助下把「基路伯」重鑄為師父。
艾莉絲迪亞
女性半精靈，居住在獸王國的神劍鑄造師。當分析師父的構造時，頓時感到驚訝。曾接受魔術學校的校長維納的委託，找尋強悍的冒險者擔任魔術學校的臨時教師。之後把魔術學校的推薦信交給芙蘭。
烏爾墨
最初的神劍鑄造師。神劍「起始神劍·阿爾法」、「大地劍·蓋亞」、「煌炎劍·伊格尼斯」「水靈劍·冰晶」、「咆嵐劍·暴風雨」；廢棄神劍「聖靈劍·天啓者」、「斷罪劍·審判」的鍛造者。
迪奧尼斯
烏爾墨的弟弟，被哥哥評價為「真正的天才」。相對於哥哥，更偏向鍛造性能兇惡的神劍。神劍「魔王劍·迪亞伯洛斯」、「狂神劍·巴薩克」、「偽善劍·反戰者」；廢棄神劍「狂信劍·狂熱者」的鍛造者。
法哥
神劍「暴龍劍·林德沃姆」、「蛇帝劍·耶夢加得」的鍛造者。
佛勒肯
神劍「獄門劍·赫爾」、「戰騎劍·查理奧特」；廢棄神劍「核擊劍·爐心熔毁」的鍛造者。
庫爾塞勒卡
神劍「聖譚劍·神劇」、「月影劍·銀輝」的鍛造者。

### 神劍持有者
阿斯萊斯
男性鬼人族。神劍「大地劍．蓋亞」的持有者。稱號為「同室操戈」。S級冒險者。個性豪爽。因「蓋亞」副作用的緣故而被強行附加技能「狂鬼化」。
伊薩里奧
神劍「煌炎劍．伊格尼斯」的持有者。稱號為「紅蓮刃」。S級冒險者。自稱無才無能。
蘇菲莉亞
神劍「聖譚劍．神劇」的持有者。簡稱為「蘇菲」。
馬雷菲森特
神劍「獄門劍．赫爾」的持有者。外表是一名猶如男娼般俊美的男性。原本是位於克蘭澤爾王國與雷鐸斯王國之間的小國蘇菲亞特王國的王子，國家被某代的南征公消滅後被逼四處流浪，因而十分痛恨雷鐸斯王國。曾以技能「嫉妒的原罪」強行交換梅爾特莉忒持有的「永恆的忠誠」。
蘿絲貝莉爾
女性半身人。神劍「探神劍·勘探者（探神剣・エクスプローラー）」的持有者。稱號為「萬里鵬翼」。S級冒險者。世界第一弓箭手。

### 迷宮
地下城主（聲：阪口大助）
男性哥布林，亞壘沙哥布林迷宮之主，引發哥布林亂竄的幕後黑手。在召喚的惡魔被師父殺死後，被芙蘭斬下裝備了替身手環的右臂後被斬首而死（動畫和漫畫則改為替身手環被斬下後直接死亡），其持有的替身手環也成為芙蘭的戰利品。
上位惡魔（聲：鳥海浩輔）
由哥布林地下城主召喚的惡魔，威脅度為B。其體內的魔石連國家也要垂涎三尺的程度。第一個使成為冒險者後的芙蘭陷入苦戰的強敵。企圖以「技能掠奪」奪取芙蘭的劍術，卻由於「技能掠奪」無法從芙蘭體內掠奪師父的技能而失敗；最後被師父貫穿體內的魔石而死。其持有的魔影鋼長劍也成為芙蘭的戰利品。
搗蛋鬼蜘蛛（聲：赤崎千夏）
「蜘蛛迷宮」中出現的蜘蛛怪物的首領，詭計蜘蛛進化後的姿態。持有技能「陷阱改造」。預先設下了轉移、裝備解除陷阱，使誤觸陷阱的巴爾茲、維克托與被兩者連累的芙蘭被強制解除裝備並轉移到自己所在的房間。最後被阿曼達以鞭子連同體內的魔石打至粉碎而死。

### 其他
季南（聲：新祐樹）
男性黑貓族，芙蘭的父親、阿曼達的養子。與妻子芙拉梅爾在阿曼達經營的孤兒院長大。已故。
芙拉梅爾（聲：三森鈴子）
女性黑貓族，芙蘭的母親、阿曼達的養女。與丈夫季南在阿曼達經營的孤兒院長大。已故。
維洛·馬格納斯
高等精靈族，歷史研究者。史籍《海國記》的作者。在小說第三卷終章被提及。
利維坦
S級神獸。實力強大到師父的鑑定技能無法完全分析。在芙蘭與中土巨蛇苦戰時，從海底現身吞噬中土巨蛇。
在後日談指派眷屬「寂靜之海」代替自己委託芙蘭殺死海底迷宮的邪人迷宮主。

## 用語

### 神劍
由神劍鑄造師鑄造的武器。雖然被統稱為「神劍」但形狀不一，例如由埃爾梅拉鑄造的「神劍」「魔導劍．死靈之書」就是骷髏形狀的項鏈。而被神明下令廢棄的神劍則被稱為「廢棄神劍」。「神劍」雖然有強大的力量，但同時也伴隨著巨大的代價。
神劍的代價: 
「大地劍．蓋亞」會把「狂化」技能強加在持有者身上、「魔導劍．死靈之書」的持有者死後靈魂會被吸入神劍之內成為其一部分、「起始神劍·阿爾法」的持有者無法提升等級、「煌炎劍．伊格尼斯」、「水靈劍．冰晶」的持有者使用神劍技能後等級下降、「戰騎劍．查理奧特」的持有者身體會逐漸轉化為機器、廢棄神劍「狂信劍．狂熱者」的持有者死後的意識會被強制吸入劍內。

## 出版書籍

### 輕小說
臺灣代理為台灣角川，譯名為《轉生就是劍》。
| 卷數 | 微雜誌社       | 微雜誌社                                                | 台灣角川       | 台灣角川              |
| 卷數 | 發售日期       | ISBN                                                    | 發售日期       | ISBN / EAN            |
| ---- | -------------- | ------------------------------------------------------- | -------------- | --------------------- |
| 1    | 2016年7月30日  | ISBN 978-4-89637-574-9                                  | 2018年8月16日  | ISBN 978-957-564360-7 |
| 2    | 2016年12月26日 | ISBN 978-4-89637-608-1                                  | 2019年3月13日  | ISBN 978-957-564828-2 |
| 3    | 2017年6月30日  | ISBN 978-4-89637-639-5                                  | 2019年11月6日  | ISBN 978-957-743354-1 |
| 4    | 2017年11月24日 | ISBN 978-4-89637-670-8                                  | 2022年4月27日  | ISBN 978-626-321344-9 |
| 5    | 2018年5月30日  | ISBN 978-4-89637-750-7 ISBN 978-4-89637-751-4（限定版） | 2022年8月18日  | ISBN 978-626-321672-3 |
| 6    | 2018年10月30日 | ISBN 978-4-89637-826-9                                  | 2023年5月10日  | ISBN 978-626-352527-6 |
| 7    | 2019年3月29日  | ISBN 978-4-89637-863-4                                  | 2023年12月21日 | ISBN 978-626-378278-5 |
| 8    | 2019年9月28日  | ISBN 978-4-89637-924-2                                  | 2024年2月19日  | ISBN 978-626-378606-6 |
| 9    | 2020年3月30日  | ISBN 978-4-89637-990-7                                  | 2025年8月25日  | ISBN 978-626-435131-7 |
| 10   | 2020年9月30日  | ISBN 978-4-86716-057-2                                  |                |                       |
| 11   | 2021年3月31日  | ISBN 978-4-86716-124-1                                  |                |                       |
| 12   | 2021年9月24日  | ISBN 978-4-86716-189-0                                  |                |                       |
| 13   | 2022年3月30日  | ISBN 978-4-86716-269-9                                  |                |                       |
| 14   | 2022年9月30日  | ISBN 978-4-86716-340-5                                  |                |                       |
| 15   | 2023年3月30日  | ISBN 978-4-86716-408-2                                  |                |                       |
| 16   | 2023年9月29日  | ISBN 978-4-86716-476-1                                  |                |                       |
| 17   | 2024年3月29日  | ISBN 978-4-86716-554-6                                  |                |                       |
| 18   | 2024年9月30日  | ISBN 978-4-86716-637-6                                  |                |                       |
| 19   | 2025年3月31日  | ISBN 978-4-86716-739-7                                  |                |                       |

### 漫畫

#### 本傳
臺灣代理為東立出版社，譯名為《我轉生成劍之後發生的事》。
| 卷數 | 幻冬舍         | 幻冬舍                                                          | 東立出版社    | 東立出版社             |
| 卷數 | 發售日期       | ISBN                                                            | 發售日期      | ISBN                   |
| ---- | -------------- | --------------------------------------------------------------- | ------------- | ---------------------- |
| 1    | 2017年4月24日  | ISBN 978-4-344-83975-5                                          | 2019年6月10日 | ISBN 978-957-26-2665-8 |
| 2    | 2017年11月24日 | ISBN 978-4-344-84097-3                                          | 2021年3月11日 | ISBN 978-957-26-2674-0 |
| 3    | 2018年3月24日  | ISBN 978-4-344-84178-9                                          |               |                        |
| 4    | 2018年9月21日  | ISBN 978-4-344-84303-5                                          |               |                        |
| 5    | 2019年3月22日  | ISBN 978-4-344-84417-9                                          |               |                        |
| 6    | 2019年9月24日  | ISBN 978-4-344-84507-7 ISBN 978-4-344-84508-4（附小冊子特裝版） |               |                        |
| 7    | 2020年3月24日  | ISBN 978-4-344-84623-4                                          |               |                        |
| 8    | 2020年9月24日  | ISBN 978-4-344-84706-4                                          |               |                        |
| 9    | 2021年3月24日  | ISBN 978-4-344-84823-8                                          |               |                        |
| 10   | 2021年9月24日  | ISBN 978-4-344-84893-1 ISBN 978-4-344-84894-8（限定版）         |               |                        |
| 11   | 2022年3月30日  | ISBN 978-4-344-85007-1 ISBN 978-4-344-85008-8（附小冊子特裝版） |               |                        |
| 12   | 2022年9月24日  | ISBN 978-4-344-85107-8 ISBN 978-4-344-85108-5（附畫集特裝版）   |               |                        |
| 13   | 2023年3月24日  | ISBN 978-4-344-85198-6                                          |               |                        |
| 14   | 2023年9月22日  | ISBN 978-4-344-85298-3                                          |               |                        |
| 15   | 2024年3月23日  | ISBN 978-4-344-85386-7                                          |               |                        |
| 16   | 2024年9月24日  | ISBN 978-4-344-85464-2                                          |               |                        |
| 17   | 2025年3月24日  | ISBN 978-4-344-85568-7                                          |               |                        |

#### 外傳
| 卷數 | 微雜誌社      | 微雜誌社               |
| 卷數 | 發售日期      | ISBN                   |
| ---- | ------------- | ---------------------- |
| 1    | 2020年9月30日 | ISBN 978-4-86716-060-2 |
| 2    | 2021年3月27日 | ISBN 978-4-86716-120-3 |
| 3    | 2021年9月24日 | ISBN 978-4-86716-187-6 |
| 4    | 2022年3月31日 | ISBN 978-4-86716-266-8 |
| 5    | 2022年9月29日 | ISBN 978-4-86716-337-5 |
| 6    | 2023年3月31日 | ISBN 978-4-86716-404-4 |

## 迴響
截至2019年3月，系列累積發行超過50萬本。截至2019年10月，系列累積發行超過100萬本。截至2020年9月，系列累積發行超過130萬本。截至2021年9月，系列累積發行超過180萬本。
改編漫畫入圍2020年電子漫畫大賞（電子漫畫大獎）（みんなが選ぶ!!電子コミック大賞）男性部門提名名單。

## 電視動畫
輕小說第12卷於2021年9月24日發售，漫畫本傳和外傳都於同日發售新書。由於在書腰上印有「電視動畫化決定」字樣，所以本作將獲改編為電視動畫的消息提早到9月22日流出。9月24日，正式宣佈電視動畫化消息，並開設官方Twitter帳戶。宣傳上屬於Comic RIDE五週年、GC Novels七週年紀念活動中的「五大計劃」的第4項計劃。2022年2月25日，宣佈飾演主角師父和芙蘭的聲優是三木真一郎和加隈亞衣。同日亦宣佈將於3月27日在AnimeJapan 2022的NBC環球娛樂攤位舉辦舞台活動，三木和加隈屆時將會出席。3月27日當日在活動中宣佈動畫定於同年10月首播，並公開主視覺圖、第1條宣傳片和主要製作人員陣容。2022年12月宣布製作的2季電視動畫消息，預定於2026年播出。

### 製作人員
- 原作：棚架悠
- 人物原案：LLO
- 導演：石平信司
- 系列構成、劇本：永野貴裕（永野たかひろ）
- 人物設定、總作畫監督：齋藤温子
- 音樂：高梨康治（Team-MAX）
- 動畫製作：C2C[61]
- 製作：轉劍製作委員會

### 主題曲
第1季
片頭曲「轉生就是劍」（転生したら剣でした）
作詞、作曲：岸田，主唱：岸田教團&THE明星Rockets
片尾曲「more＜STRONGLY」
作曲：a2c(MintJam)，編曲：MintJam，作詞、主唱：黑崎真音

### 各話列表
| 話數   | 日文標題 | 中文標題                     | 分鏡     | 演出       | 作畫監督                                                                                 | 總作畫監督            | 首播日期       |
| 第1季  | 第1季    | 第1季                        | 第1季    | 第1季      | 第1季                                                                                    | 第1季                 | 第1季          |
| ------ | -------- | ---------------------------- | -------- | ---------- | ---------------------------------------------------------------------------------------- | --------------------- | -------------- |
| 第1話  |          | 貓耳朵遇見的是一把劍         | 石平信司 | 清水一伸   | 壽惠理子                                                                                 | 齋藤溫子              | 2022年 10月5日 |
| 第2話  |          | 去了冒險者公會後遇見可怕考官 | 石平信司 | 辻橋綾佳   | 工藤糸織、諸葛子敬 宇佐美翔平 TripleA                                                    | 齋藤溫子              | 10月12日       |
| 第3話  |          | 魔法工匠是可疑人物           | 大木比呂 | 大木比呂   | 上西麻耶、久保奈都美 牙威格斗                                                            | 小美野雅彥            | 10月19日       |
| 第4話  |          | 哥布林逃竄是大事             | 宇和野步 | 宇和野步   | 羽野廣範、臼田美夫 吉田肇                                                                | 齋藤溫子              | 10月26日       |
| 第5話  |          | 地下城首戰所向無敵           | 石平信司 | 不來方夕莉 | 濱津武廣、外山陽介                                                                       | 重國浩子              | 11月2日        |
| 第6話  |          | 上級惡魔是作弊者             | 石平信司 | 池下博紀   | 壽惠理子、宇佐美翔平 清水博辛、上西麻耶 久保奈都美、永野孝明 諸葛子敬、王猛 無錫櫻花動畫 | 清水空翔              | 11月9日        |
| 第7話  |          | 騎士團副團長是討厭鬼         | 石平信司 | 水野健太郎 | 飯飼一幸、濱口獏 外山陽介、佐佐木美穗 伊藤真奈美 EN.studio                               | 濱津武廣              | 11月16日       |
| 第8話  |          | 青貓族是仇敵                 | 大木比呂 | 大木比呂   | 吉田巧介、工藤糸織 無錫櫻花動畫 大木比呂                                                 | 吉田巧介              | 11月23日       |
| 第9話  |          | 級別A冒險者是怪物            | 西野武志 | 西野武志   | 宮曉秀、工藤糸織 永野孝明、上西麻耶 二宮奈那子、牙威格斗 諸葛子敬 無錫櫻花動畫           | 細川修平              | 11月30日       |
| 第10話 |          | 蜘蛛的陷阱是作弊             | 石平信司 | 宇和野步   | 宇佐美翔平、久保奈都美 壽惠理子、沼田廣 TripleA 無錫櫻花動畫                             | 齋藤溫子              | 12月7日        |
| 第11話 |          | 招喚了結果是魔狼             | 石平信司 | 上田茂     | 小林多加志、佐佐木敏子 水谷麻美子 加藤初重、竹谷今日子 成元鎔、趙雅羅                    | 吉田巧介              | 12月14日       |
| 第12話 |          | 踏上旅程的芙蘭很興奮         | 石平信司 | 清水一伸   | 牙威格斗、宮曉秀 諸葛子敬、宇佐美翔平 工藤糸織、大木比呂 永野孝明 無錫櫻花動畫           | 齋藤溫子 吉田巧介 sai | 12月21日       |

### 播映平台
| 播映地區         | 播映平台                                                                                | 播映日期                | 播映時間              | 備註   |
| ---------------- | --------------------------------------------------------------------------------------- | ----------------------- | --------------------- | ------ |
| 香港、澳門、臺灣 | Ani-One中文官方動畫頻道（YouTube）                                                      | 2022年9月29日－12月14日 | 星期三 23:30（UTC+8） | [ 64 ] |
| 臺灣             | 巴哈姆特動畫瘋、KKTV、Hami Video、中華電信MOD、friDay影音、MyVideo、LINE TV、CATCHPLAY+ | 2022年9月29日－12月14日 | 星期三 23:30（UTC+8） | [ 65 ] |
| 臺灣             | Netflix                                                                                 | 2023年2月1日 全集上架   | 2023年2月1日 全集上架 |        |

## 備註
1. ↑  若芙蘭以外的人試圖裝備自己的話會遭受神罰，最嚴重的情況是奪走芙蘭以外的裝備者的性命
2. ↑  能識破一切謊言，同時讓其他人相信自己的謊言
3. ↑  在文庫版中譯名為小漆
4. ↑  原因是會受到雌性狼的討厭難以傳宗接代
5. ↑  只有繼承開國君王血脈的王族成員方能與其簽訂契約，簽訂契約後直到契約者死亡前只會聽從契約者的命令
6. ↑  原本全世界只有四艘，全數由錫德蘭海國持有。而每一艘水龍艦足以毀滅一百艘戰艦。但蘇亞雷斯持有的瓦祿沙被中土巨蛇吞噬後只剩下三艘。
7. ↑  在該作中全世界只有五名S級冒險者

## 外部連結
- 成為小說家吧連載網站（日語）
- OVERLAP官方網站（日語）
- 小說的X（前Twitter）（日語）
- 漫畫官方網站（日語）
- 電視動畫官方網站（日語）